# بوم‌شناسی تاریخی

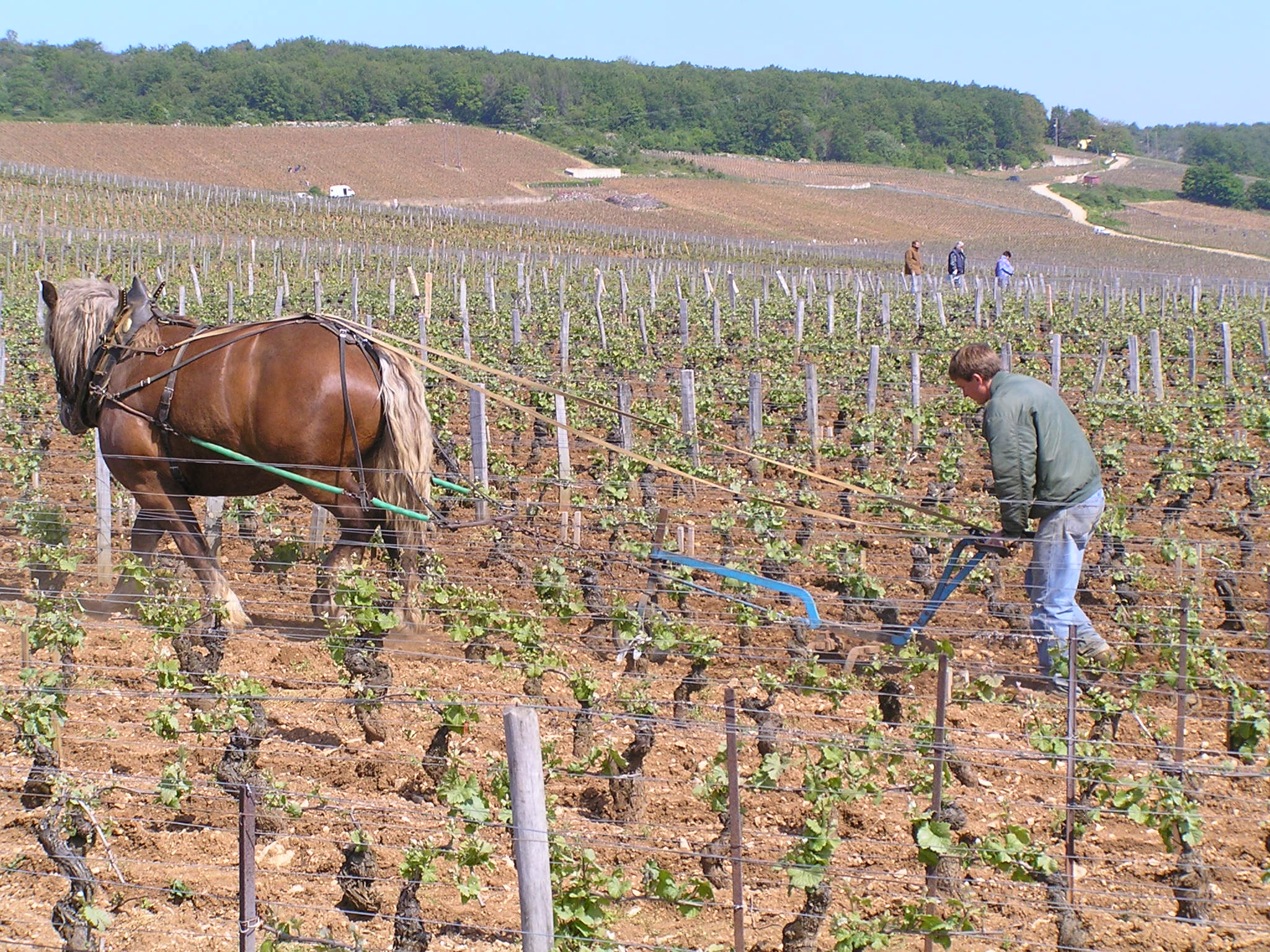
بوم‌شناسی تاریخی برهم‌کنش‌های بین مردم و محیط آنها را در درازمدت مطالعه می‌کند.

بوم‌شناسی تاریخی (به انگلیسی: Historical ecology)، یک برنامه تحقیقاتی است که بر برهم‌کنش‌های بین انسان و محیط پیرامون‌شان در دوره‌های زمانی درازمدت، معمولاً در طول سده‌ها تمرکز دارد. برای انجام این کار، بوم‌شناسان تاریخی داده‌های سری طولانی جمع‌آوری‌شده توسط پزشکان در زمینه‌های مختلف را ترکیب می‌کنند. بوم‌شناسی تاریخی به‌جای تمرکز بر یک رویداد خاص، به مطالعه و درک این برهم‌کنش‌ها در زمان و مکان می‌پردازد تا به درک کاملی از اثرات تجمعی آن دست یابد. از طریق این فعل و انفعال، انسان‌ها با محیط سازگار می‌شوند و به آن شکل می‌دهند و به‌طور پیوسته در دگرگونی چشم‌انداز کمک می‌کنند. بوم‌شناسان تاریخی تشخیص می‌دهند که انسان‌ها تأثیرهای جهانی داشته‌اند، به روش‌های متفاوتی بر چشم‌اندازها تأثیر می‌گذارند که تنوع گونه‌ها را افزایش یا کاهش می‌دهد، و اینکه دیدگاه کل‌نگر برای درک آن سیستم حیاتی است.

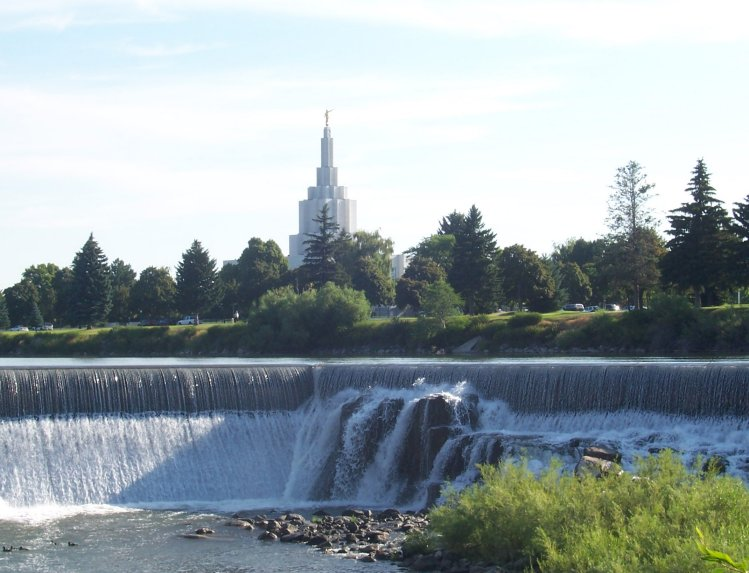
طبیعت انسان‌ساز: در آبشار آیداهو، آیداهو، این آبشارها جایگزین آبشارهای طبیعی شدند.